# Kayla Moleschi
Kayla Moleschi, född 25 oktober 1990, är en kanadensisk rugbyspelare.
Moleschi var med och tog silver vid Världsmästerskapet i sjumannarugby 2013 med Kanadas landslag. Hon var även med och tog guld vid Panamerikanska spelen 2015 och 2019.
Moleschi tävlade för Kanada vid olympiska sommarspelen 2016 i Rio de Janeiro. Hon var en del av Kanadas lag som tog brons i sjumannarugby.